# Liber benedictionum
Il Liber benedictionum è una raccolta di testi poetici scritti in latino da Eccardo IV di San Gallo, conservati nel codice Sang. 393 della Biblioteca dell'Abbazia di San Gallo. I componimenti sono stati copiati nel manoscritto dall'autore stesso a partire dagli anni '30 dell'XI secolo.

## Struttura del manoscritto
Con il nome Liber benedictionum si fa riferimento al codice Sang. 393 della biblioteca di San Gallo, composto da Eccardo IV a partire dall'anno 1035 o 1036, dopo il suo ritorno all'abbazia di San Gallo in Svizzera. I testi contenuti nel Liber appartengono allo stesso Eccardo e sono tutti scritti in versi, ad eccezione del primo dei due prologhi che anticipano le benedizioni. La forma metrica più ricorrente è l'esametro leonino, appreso e utilizzato a partire dagli anni di formazione con il maestro Notker III.
La disposizione dei testi del manoscritto non segue un ordine cronologico, alternando testi giovanili a poesie più mature. Inoltre, l'autore ha continuato a rielaborare i contenuti del Liber fino agli ultimi anni della sua vita, con numerose cancellature, aggiunte interlineari e glosse di vario tipo (come interpretazioni, osservazioni grammaticali, proposte di sinonimi e spiegazione di termini complessi). La struttura del Liber benedictionum è la seguente:

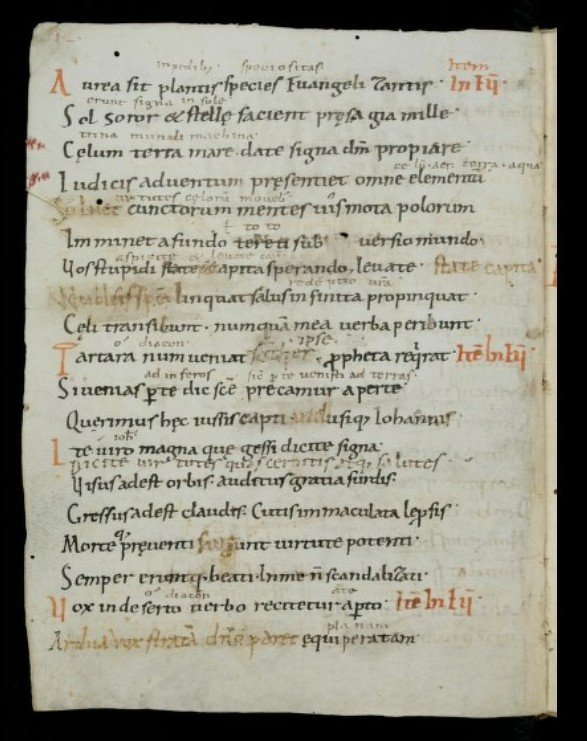
Una pagina del Liber con numerose varianti interlineari e glosse a margine. https://e-codices.ch/it/csg/0393/12/0/

-due prologhi, uno in prosa e uno in versi [pp. 1–7];
-Benedictiones super lectores per circulum anni [pp. 8–184];
-Benedictiones ad mensas [pp. 185–197];
-Versus ad picturas domus domini Mogontinae [pp. 197–238];
-(Versus) Ad picturas claustri S. Galli [pp. 239–246];
-Carmen in laude sancti Galli [pp. 247–251];
-poesie varie [pp. 252–259];
-Epitaphia [pp. 259–263];
-Oratio super pedes domini [p. 263].

## Contenuti

### I due prologhi
Il codice si apre con due prologhi. Il primo è scritto in prosa e si propone di spiegare la formula "Iube, domne, benedicere", pronunciata dal diacono prima della lettura di passi del Vangelo. Il secondo prologo è invece realizzato in versi e dedicato all'amico Giovanni, futuro abate dell'abbazia di San Massimino a Treviri, conosciuto durante gli anni a Magonza. In esso Eccardo espone le sue considerazioni sul modo migliore di comporre poesie: l'autore raccomanda uno stile dimesso e semplice, ben distante dalla maniera degli antichi, che ornavano i propri componimenti con sofisticate metafore e riferimenti mitologici.

### Benedictiones super lectores per circulum anni
La prima sezione del manoscritto è occupata dalle Benedictiones super lectores per circulum anni, che costituiscono la parte più corposa della raccolta. Sono scritte in esametri leonini e seguono la scansione dell'anno liturgico, a cominciare dal giorno dell'Avvento. Le benedizioni erano usate a scopo cerimoniale: durante la Liturgia delle Ore, l'officiante ne recitava qualche verso prima che venissero effettuate le letture pubbliche. I testi più lunghi superano talvolta i 100 versi e sono dedicati alle festività più importanti, come il Natale, la Pasqua, la Pentecoste e le Feste Mariane. Oltre alle benedizioni liturgiche, Eccardo inserisce in questa sezione anche alcuni carmina di argomento non religioso, come quelli su retorica, dialettica e grammatica.

### Benedictiones ad mensas
La seconda parte della raccolta è dedicata alle Benedictiones ad mensas, scritte su richiesta del fratello Immo, abate dell'abbazia di San Gregorio a Munster, in Alsazia. Si tratta di oltre 250 versi in cui vengono elencate brevemente numerose varietà di cibi e bevande, con la duplice intenzione di invocare la benedizione divina e prevenire il peccato. In ordine, sono presentate le diverse tipologie di pane (a mezzaluna, bollito, azzimo, di farro, di frumento e così via), il sale e i suoi utilizzi, i tipi di pesce, gli uccelli, gli animali da macello e quelli selvatici, i prodotti caseari, i legumi, i frutti e le verdure, le bevande (principalmente alcune varietà di vino) e l'acqua. Tutti questi alimenti non corrispondono precisamente a quelli che venivano cucinati presso l'abbazia di San Gallo, ma sono in parte tratti da fonti manoscritte. Oltre alla Bibbia, Eccardo si è servito di alcuni passi di Virgilio tratti dalle Bucoliche, di enciclopedie mediche, della Naturalis Historia di Plinio il Vecchio e soprattutto delle Etymologiae di Isidoro di Siviglia, riprese in larga parte per l'elenco delle pietanze.

### Versus ad picturas domus domini Mogontinae
La terza e la quarta sezione del codice sono costituite da due serie di brevi didascalie in esametri, scritte in anni e contesti diversi ma con una funzione analoga: spiegare in poche parole il contenuto e il significato di pitture a tema biblico e agiografico, pensate per impreziosire alcuni ambienti religiosi di Magonza e San Gallo. Nella terza parte del manoscritto sono riportati i Versus ad picturas domus domini Mogontinae, la cui stesura risale agli anni trascorsi a Magonza dall'autore, tra il 1022 e il 1031. L'opera è stata pensata per essere parte del progetto di ricostruzione e abbellimento del Duomo di Magonza, danneggiato da un incendio nell'anno 1009. L'arcivescovo Aribo, infatti, aveva incaricato Eccardo di comporre queste brevi didascalie con l'intenzione di affiancarle alle pitture murali in lavorazione nello stesso periodo. La morte di Aribo nel 1031 ha però portato all'interruzione dei lavori. Il ciclo pittorico voleva rappresentare alcune scene significative dell'Antico e del Nuovo Testamento, ma Eccardo, nelle sue descrizioni, si prende delle libertà rispetto al tema stabilito. Il monaco non si limita ad elencare brevemente quanto avviene in ogni episodio, ma cerca di rendere dinamica e fruibile l'intera narrazione, non seguendo con precisione l'ordine cronologico degli avvenimenti. Inoltre applica numerose variazioni stilistiche, dedicando ad alcune scene significative più spazio rispetto al regolare distico di versi, inserendo alcuni riecheggiamenti mitologici ed epici, introducendo brevi commenti sulla scorta dei Padri della Chiesa e alternando versi narrativi a versi in forma dialogica.

### (Versus) Ad picturas claustri s. Galli

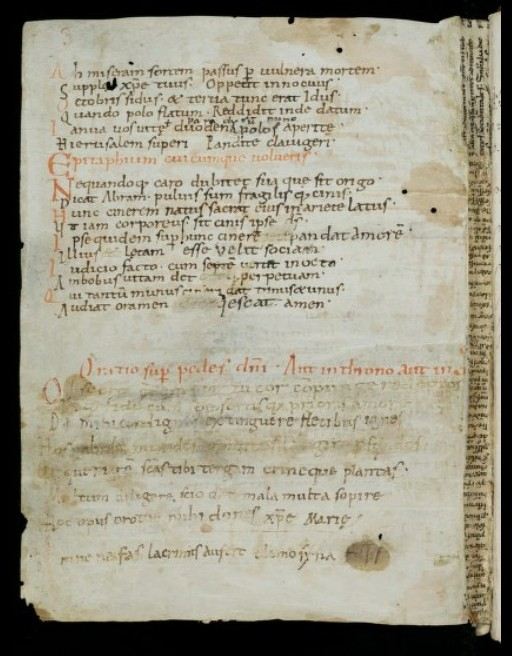
Pagina conclusiva del manoscritto Sang. 393: https://e-codices.ch/it/csg/0393/263

Seguono poi i (Versus) Ad picturas claustri s. Galli, eseguiti per ordine dell'abate Burcardo II prima che Eccardo si trasferisse a Magonza. In questo caso, il motivo non è biblico ma agiografico, incentrato sugli episodi della vita del celebre fondatore del monastero, san Gallo. Così come gli affreschi di Magonza, anche questo progetto non è stato portato a termine. Il codice Sang. 393 non è l'unico testimone dell'opera: se ne trova una seconda versione, sempre per mano di Eccardo, nel ms Sang. 168 [pp. 405–406], con il titolo Ad picturas in claustro.

### Carmen in laudem sancti Galli
La quinta opera presente nel manoscritto è il Carmen in laudem sancti Galli, traduzione latina del Canto in lode di san Gallo scritto in lingua tedesca dall'abate Ratperto alla fine del IX secolo. La versione originale, non conservata, era destinata al canto nel giorno della festa di san Gallo. La traduzione di Eccardo descrive le scene più importanti della vita del santo ed è strutturata in 17 versetti di 5 versi ciascuno. Il Carmen in laudem sancti Galli è riportato anche in altri due manoscritti di San Gallo: il Sang. 168 [ff. 1-4] e il Sang. 174 [pp. 1–2].

### Carmina variaedEpitaphia
A seguire, Eccardo inserisce nel Liber un gruppo di brevi poesie occasionali scritte in età giovanile, presso la scuola dell'abbazia di San Gallo. Una di queste racconta il giorno di riposo concesso da Notker III dopo l'Epifania, in cui gli studenti hanno potuto giocare, lavarsi con cura, bere vino e divertirsi con il maestro, partecipe delle celebrazioni e del clima spensierato di quel giorno. Le ultime pagine del Liber benedictionum comprendono una serie di epitaffi e un'orazione finale.

## Riferimenti

### Edizioni
- J. Egli, Der Liber Benedictionum Ekkeharts IV. nebst den kleinern Dichtungen aus dem Codex Sangallensis 393, San Gallo 1909.